# Benjamin Zé Ondo
Benjamin Zé Ondo (ur. 18 czerwca 1987 w Bitam) – gaboński piłkarz grający na pozycji lewego pomocnika.

## Kariera klubowa
Swoją karierę piłkarską Zé Ondo rozpoczął w klubie US Bitam. W sezonie 2009/2010 zadebiutował w jego barwach w gabońskiej pierwszej lidze. W sezonie 2009/2010 wywalczył z nim dublet – mistrzostwo oraz Puchar Gabonu. W sezonie 2011/2012 został wicemistrzem, a w sezonie 2012/2013 – mistrzem kraju.
Latem 2013 Zé Ondo przeszedł do algierskiego ES Sétif. Zadebiutował w nim 28 grudnia 2013 w zremisowanym 1:1 domowym meczu z USM Algier. W sezonie 2014/2015 wywalczył z ES Sétif mistrzostwo Algierii.
W 2015 roku Zé Ondo został piłkarzem marokańskiego klubu Mouloudia Wadżda. Grał też w takich klubach jak: Wydad Casablanca i Mosta FC. W 2017 przeszedł do ESM Gonfreville-l'Orcher. W 2019 roku zakończył tam karierę.

## Kariera reprezentacyjna
W reprezentacji Gabonu Zé Ondo zadebiutował 9 lutego 2011 w przegranym 0:2 towarzyskim meczu z Demokratyczną Republiką Konga. W 2015 roku został powołany do kadry na Puchar Narodów Afryki 2015. Na tym turnieju był rezerwowym i nie wystąpił w żadnym meczu.